# Qualificações para o Campeonato Europeu de Futebol
As qualificações do Campeonato Europeu de Futebol são realizadas pela UEFA como um meio de classificar as seleções nacionais para disputar o campeonato em questão. Desde 1960, ele é realizado em todos os anos divisíveis por 4 e atualmente tem a duração de cerca de dois anos.

## Evolução
|                                                        | 1960 | 1964 | 1968 | 1972 | 1976 | 1980 | 1984 | 1988 | 1992 | 1996 | 2000 | 2004 | 2008 | 2012 | 2016 | 2020 |
| ------------------------------------------------------ | ---- | ---- | ---- | ---- | ---- | ---- | ---- | ---- | ---- | ---- | ---- | ---- | ---- | ---- | ---- | ---- |
| entradas totais                                        | 17   | 29   | 31   | 32   | 32   | 31   | 32   | 32   | 34   | 47   | 49   | 50   | 50   | 51   | 53   | 55   |
| disputaram uma partida pelo menos                      | 17   | 28   | 31   | 32   | 32   | 31   | 32   | 32   | 33   | 47   | 49   | 50   | 50   | 51   | 53   | 55   |
| qualificados para a Eurocopa                           | 4    | 4    | 4    | 4    | 4    | 7    | 7    | 7    | 7    | 15   | 14   | 15   | 14   | 14   | 23   | 20   |
| qualificados para a repescagem Liga das Nações da UEFA | —    | —    | —    | —    | —    | —    | —    | —    | —    | —    | —    | —    | —    | —    | —    | 4    |
| qualificados automaticamente                           | 0    | 0    | 0    | 0    | 0    | 1    | 1    | 1    | 1    | 1    | 2    | 1    | 2    | 2    | 1    | 0    |
| total de finalistas                                    | 4    | 4    | 4    | 4    | 4    | 8    | 8    | 8    | 8    | 16   | 16   | 16   | 16   | 16   | 24   | 24   |

## Seleções participantes
| Ano   | Equipes que estrearam na qualificação | Número |
| ----- | --- | ------ |
| 1960  | Áustria, Bulgária, Checoslováquia, França, Grécia, Hungria, Noruega, Polónia, Portugal, Irlanda, Roménia, União Soviética, Espanha, Turquia, Iugoslávia             | 17     |
| 1964  | Albânia, Bélgica, Inglaterra, Islândia, Itália, Luxemburgo, Malta, Países Baixos, Irlanda do Norte, Suécia, Suíça, País de Gales                                    | 12     |
| 1968  | Chipre, Finlândia, Escócia, Alemanha Ocidental | 4      |
| 1972  | Nenhum | 0      |
| 1976  | Nenhum | 0      |
| 1980  | Nenhum | 0      |
| 1984  | Nenhum | 0      |
| 1988  | Nenhum | 0      |
| 1992  | Ilhas Faroe, San Marino | 2      |
| 1996  | Arménia Azerbaijão, Bielorrússia, Croácia, Estónia, Geórgia, Israel, Letónia, Liechtenstein, Lituânia, Macedónia do Norte, Moldávia, Eslováquia, Eslovénia, Ucrânia | 15     |
| 2000  | Andorra, Bósnia e Herzegovina | 2      |
| 2004  | Nenhum | 0      |
| 2008  | Cazaquistão | 1      |
| 2012  | Montenegro | 1      |
| 2016  | Gibraltar | 1      |
| Total | Total | 55     |